# Len Duquemin
Len Duquemin (Guernsey, 17 luglio 1924 – Buckhurst Hill, 20 aprile 2003) è stato un calciatore inglese di ruolo attaccante.
É uno dei migliori marcatori della storia del Tottenham.

## Palmarès
- Campionato inglese: 1

Tottenham: 1950-1951
- Charity Shield: 1

Tottenham: 1951
- Campionato inglese di seconda divisione: 1

Tottenham: 1949-1950
- Southern Football League: 1

Bedford Town: 1958-1959